# 田畑五郎司
田畑 五郎司（たばた ごろうじ、1902年（明治35年）1月27日 - 1990年9月）は、日本の政治家。長野県伊那市長（1期）。

## 来歴
1918年（大正7年）農業大同義塾を卒業。伊那町議会議員、伊那町森林組合常任理事、伊那町助役、上伊那郡選挙管理委員長、伊那市議会議員などを歴任した。
1966年（昭和41年）伊那市長に当選し、1970年（昭和45年）4月まで1期務めた。在任中、市の重点政策として鉄道、バイパス、屠畜場の各専門委員会を発足させ、市営住宅や新たな道路網の建設、農業改善事業に意欲を見せ、土地改良事業や電気通信機械を中心とした工業の振興を図った。